# Нешатаев, Борис Николаевич
Бори́с Никола́евич Нешата́ев (9 сентября 1947, г. Кудымкар, Молотовская область, РСФСР, СССР) — советский географ.

## Биография
Отец, Николай Иванович Нешатаев — выпускник кафедры геоботаники Ленинградского университета, ученик академика В. Н. Сукачева. Брат, Ю. Н. Нешатаев — геоботаник.
Окончил Пермский государственный университет (специальность «Физическая география», 1971 г.; аспирантуру, 1977 г.). Работал в средней школе № 82 г. Перми (1971—1974 гг., учитель), затем — в Пермском государственном университете (1977—1981 гг. ассистент кафедры физической географии).
С 1982 по 1994 — старший преподаватель, доцент, профессор, а с 1 сентября 1993 года — заведующий кафедрой региональной географии Сумского государственного педагогического института.
В 1992 в Институте географии НАНУ защитил докторскую диссертацию «Методологические принципы сравнительного ландшафтного анализа долинно-речных систем (на примере Камского Предуралья и Сумского Приднепровья)».
В 1994 году присвоено ученое звание профессора.
В 1994—1995 — профессор кафедры физической географии Смоленского государственного пединститута.
В 1995—1996 — профессор кафедры биологии и химии биологического факультета Могилёвского государственного пединститута, создатель и заведующий (1996—2002) кафедрой географии и охраны природы факультета естествознания Могилевского государственного университета имени А. А. Кулешова.
С 2002 — заведующий кафедрой региональной географии, а с 1 сентября 2007 года — кафедрой общей и региональной географии Сумского государственного педагогического университета; с 2016 — профессор кафедры.

## Научная работа
Научные интересы: физическая география; ландшафтоведение; геоморфология; геоэкология.
В 1989 году публикует монографию «Физико-географическая характеристика Сумской области», оставившую след в изучении географии Сумщины. Параллельно с этим в 1982–1994 годах возглавляет Сумский отдел Географического общества УССР, при его активном участии на кафедре основывается ежегодный сборник научных трудов «Вопросы региональной географии Сумского Приднепровья», создается редколлегия Атласа Сумской области (опубликован в 1995 году).
По инициативе и при активном участии Б. Н. Нешатаева на естественно-географическом факультете Сумского государственного педагогического института проводятся две всеукраинские конференции «Екологічні дослідження річкових басейнів Лівобережної України» (2002) и «Сучасні проблеми геоекології та раціонального природокористування Лівобережної України» (2006).
С 2010 года является неизменным главным редактором журнала «Наукові записки Сумського державного педагогічного університету іменi А. С. Макаренка. Географічні науки».
Под его руководством защищено несколько кандидатских диссертаций.
Автор более 100 научных работ.
См. также: перечень работ Б. Н. Нешатаева на Академия Google.